# Спицкий, Александр Макарович
Александр Макарович Спицкий (28 мая 1846, Кронштадт, Санкт-Петербургская губерния — 1 марта 1911, Севастополь, Таврическая губерния) — русский морской офицер, вице-адмирал (1906). Градоначальник Севастополя с 1902 года. Снят с должности из-за нерешительности во время событий, предшествующих Севастопольскому восстанию 1905 года.

## Биография
Родился 28 мая 1846 года в дворянской семье в Кронштадте. Выпускник Морского кадетского корпуса. Гардемарин с 04.04.1865, мичман с 16.08.1867 года, назначен в переменный состав учебно-артиллерийской команды (18.02.1869 −18.05.1870). Старший артиллерийский офицер клипера «Изумруд». Лейтенант (01.01.1871). Младший отделенный начальник Морского училища (05.09.1875), старший отделенный начальник (29.09.1878).
Капитан-лейтенант (1882), капитан 2 ранга (26.02.1886), старший офицер крейсера «Герцог Эдинбургский» (05.04.1885), помощник командира 2-го флотского экипажа (27.09.1888). Старший офицер крейсера «Джигит», продолжил службу в 5-м флотском экипаже (06.02.1889-24.11.1890). Командир корабля «Броненосец» (14.01.1891), корвета «Моряк» (25.11.1891), канонерской лодки «Сивуч» (Сибирский флотский экипаж, 01.01.1894-30.01.1895).
Капитан 1 ранга (06.12.1894), с 14.07.1895 года — врио командира 11-го флотского экипажа, временный член военно-морского суда (01.10.1885-01.04.1886). Командир 32-го флотского экипажа и крейсера «Память Меркурия». Командир 35-го флотского экипажа и броненосца «Ростислав» (13.01.1897). Отстранён от командования броненосцем «Ростислав» 06.05.1900.
Старший помощник командира Николаевского порта (19.03.1901). Занимал должность инспектора Николаевского училища дочерей нижних чинов Черноморского флота (17.07.1901).
Генерал — майор по адмиралтейству (1902). Градоначальник Севастополя с 8 июля 1902 года. Отстранён от должности градоначальника морской крепости (07.11.1905), уволен от службы с присвоением звания вице-адмирал, мундиром и пенсией (23.01.1906). Основной причиной удаления от должности стало отсутствие инициативы и решительности адмирала после оглашения Манифеста в октябрьских событиях 1905 года, происходивших в Севастополе при отсутствии главного командира Г. П. Чухнина, который был на выходе в море с Морским министром. Градоначальник был склонен выполнить часть требований манифестантов, но комендант Севастопольской крепости генерал В. С. Неплюев был настроен более жёстко. В это время произошёл расстрел мирной демонстрации около тюремного замка (18.10.1905) и почти три дня власть в морской крепости находилась в распоряжении гражданской городской думы во главе с А. А. Максимовым.
Скончался 1 марта 1911 года в Севастополе. Погребен 3 марта на Севастопольском городском кладбище.

## Награды
- Орден Святого Станислава 2 степени
- Орден Святой Анны 2 степени
- Орден Святого Владимира 4 степени с бантом
- Орден Святого Владимира 3 степени.

## Семья
- Дочь — Елизавета Александровна, замужем за капитаном 1-го ранга Веселовским Владимиром Васильевичем.